# Saganer SV
Saganer SV (Saganer Sportverein) – niemiecki klub sportowy z siedzibą w Żaganiu, działający w latach 1910–1945.

## Historia
Żagańskie Towarzystwo Sportowe powstało w 1910. W ramach SSV działało sześć sekcji sportowych: piłki nożnej, piłki ręcznej, lekkoatletyki, hokeja, tenisa i pływacka. W 1920 klub nabył grunty, na których w ciągu trzech lat zbudowano kompleks sportowy (obecnie w tym miejscu znajduje się Żagań Arena). 
Futboliści z Żagania pięciokrotnie reprezentowali okręg Górne Łużyce w Mistrzostwach Niemiec południowo-wschodnich, nie odnosząc w nich sukcesów. Po reformie niemieckiego systemu ligowego w 1933, drużyna SSV nigdy nie awansowała do śląskiej Gauligi, grając do swojego końca w lidze okręgowej.

## Sukcesy
- Mistrzostwo Górnych Łużyc:  1920, 1924, 1925, 1926, 1929
- Wicemistrzostwo Górnych Łużyc:  1914, 1921, 1922